# Eugene Katchalov
Eugene Katchalov (in ucraino Євген Качалов?, Jevhen Kačalov; Kiev, 21 febbraio 1981) è un giocatore di poker ucraino.
Laureato in economia all'Università di New York, è professionista dal 2003. Al 2011 ha superato i 6.000.000 di dollari di guadagni in tornei.
Le sue vittorie più importanti sono rappresentate dal braccialetto alle WSOP 2011 nel $1.500 Seven Card Stud, e dalla tappa "Doyle Brunson Five Diamond" del WPT nel 2007. I due successi gli hanno fruttato rispettivamente $122.909 e $2.482.605; ha inoltre vinto $1.500.000 nell'evento "No Limit Hold'em - Super High Roller Event PokerStars Caribbean Adventure" da $100.000 di buy-in, nel gennaio 2011.